# Phew Phew L!ve
Phew Phew L!ve（ひゅー・ひゅー・らいぶ）は、男性７声アカペラヴォーカルバンド。神戸を拠点に日本全国で活動を行い、2001年大阪難波マザーホールライブにて解散した。

## 略歴
- チキンガーリックステーキのメンバーとして活動していたHeroとアシストのKazzが新アカペラバンド結成のためメンバー募集。
- 1994年3月、TAC加入。その後、TACのバイト先の友達であったWOOKIE加入。
- 1994年4月、TACの友達REEが加入。 混声アカペラバンド「Phew Phew L!ve」誕生。
- 1995年1月、阪神・淡路大震災のため活動休止。
- 1996年6月、新グループ結成のためKazzが脱退。JOが加入。
- 1997年、シングル「TAKE ME TO THE STADIUM～甲子園に連れてって～」が甲子園球場の公認歌に決定。
- 同年12月、海外アカペラグループRockappellaの前座を務める。
- 1998年、U:KO、KWANI、CHAVOが加入。
- 1999年、SMAP×SMAP出演。バックコーラスを担当。
- 2000年、萬太郎が加入。
- 2001年、12月28日の大阪難波マザーホールでのライブを最後に解散。

## メンバー
- TAC（Leader）　（ふじ川卓弘 1973年6月8日 -）兵庫県出身。リードヴォーカル・テナー担当
- WOOKIE　（上村愼吾 1975年9月4日 -）兵庫県出身。リードヴォーカル・テナー担当
- U:KO　（石田悠晃 1977年2月18日 -）岩手県出身。パート：テナー担当
- KWANI　（山田光世 1975年3月7日 -）愛知県出身。パート：バリトン
- CHAVO　（大内洋輔 1975年11月13日 -）滋賀県出身。パート：テンション
- HERO　（上田よしひろ 生年不詳11月13日 -）京都府出身。パート：ベースヴォーカル
- 萬太郎　（水島武彦 1975年6月29日 -）兵庫県出身。パート：ヴォイスパーカッション

元メンバー
- REE：女性。初期メンバー。
- KAZZ　（ボイスパーカッション　カズ、1972年8月7日 -）詳細は「Voice Percussion KAZZ」を参照。

## 解散後
- WOOKIE　TAC、萬太郎と共に「Embrya」を結成。2005年、「Embrya」を脱退。現在、「Shingo」名義でソロやミュージカル等で活動を行っている。
- TAC　WOOKIE、萬太郎と共に「Embrya」を結成。WOOKIE、萬太郎が脱退したため、アカペラプロデューサーである幾見雅博氏が参加し、バンド名を「Embrya-T」に変更。アカペラグループ「Real Blend」のヘルプ、ボーカルグループ「Unlimited tone」のメンバーとして活動。2008年「Unlimited tone」脱退。現在はソロを中心とした音楽活動を行っている。2013年、アカペラバンド「The boots band」メンバーとして参加。
- U:KO　HEROと共にアカペラバンド「Sug@r6」を結成。何度かメンバーチェンジを経て「Sugar Style Spirit」と名前を変更し活動、2008年に脱退。その後、音楽と演劇のコラボユニット「3☆COLORS」を結成。現在は実家の寺院を継ぎ、僧侶としても活動。
- KWANI　自らのパートを「バリトン」から「ベース」に変更し、混声アカペラバンド「ダイナマイトしゃかりきサーカス」を結成。
- HERO　U:KO共にアカペラバンド「Sug@r6」を結成。何度かメンバーチェンジを得て、現在は、「Sugar Style Spirit」→「SugarS」と名前を変更し活動を行う。
- CHAVO　メンサの会員。現在は北米に永住。
- 萬太郎　TAC、萬太郎と共に「Embrya」を結成。2005年、「Embrya」を脱退。現在、ソロやアカペラバンド「The Unit」、アカペラバンド「The boots band」で活動を行っている。